# Ditrichum austrogeorgicum
Ditrichum austrogeorgicum là một loài rêu trong họ Ditrichaceae. Loài này được Cardot Seppelt mô tả khoa học đầu tiên năm 1980.